# In varietate concordia
In varietate concordia è una locuzione latina che significa letteralmente nella varietà c'è concordia.
La frase vuole significare la presenza di armonia e tranquillità quando sia permesso a diverse situazioni e modi di vita di coesistere e rispettarsi reciprocamente.
La locuzione è inoltre il motto dell'Unione europea e viene tradotto in italiano "Unità nella diversità".